# Варфоломей (Ремов)
Варфоломе́й (в миру Никола́й Фёдорович Ре́мов; 3 (15) октября 1888, Москва — 10 июля 1935, Москва) — епископ Русской православной церкви; епископ Сергиевский, викарий Московской епархии (1921—1928), затем епископ, с 1934 года архиепископ на покое. Одновременно тайный викарий апостольского администратора в Москве для католиков восточного обряда (Российская грекокатолическая церковь, 1933—1935).

## Образование
Сын московского священника. Окончил Заиконоспасское духовное училище (1902), Московскую духовную семинарию (1908), Московскую духовную академию (1912) со степенью кандидата богословия.

## Монах и учёный
10 июня 1911 года был пострижен в монашество, с 23 июня 1911-го — иеродиакон, с 18 февраля 1912 года — иеромонах.
С 1912 года исправлял должность доцента кафедры Священного Писания Ветхого Завета Московской духовной академии.
С 1913 года — благочинный академического Покровского храма.
В ноябре 1913 года защитил магистерскую диссертацию «Книга пророка Аввакума: введение и толкование» и в январе 1914 года утверждён в должности доцента. Магистерская диссертация была основана на детальном анализе греческого и еврейского текстов пророка Аввакума с учётом славянских рукописей; внимание автора было сосредоточено на текстуальной критике и «историческом истолковании книги пророка Аввакума».
С 20 августа 1916 года — сверхштатный экстраординарный профессор.
С 1919 года — архимандрит и настоятель академического Покровского храма.
В 1920 году патриарх Тихон назначил его директором Высшего богословского института.
В 1920 году выступил с проповедью против вскрытия мощей Сергия Радонежского и 6 сентября был за это арестован; через полгода, 28 февраля 1921 года, освобождён по состоянию здоровья (из тюрьмы его вынесли на носилках).
Митрополит Сергий (Страгородский) поручил ему исправлять все церковные службы, песнопения, поступающие на отзыв в Московскую патриархию.

## Православный архиерей
С 28 июля 1921 года — епископ Сергиевский, викарий Московской епархии. После закрытия Троице-Сергиевой лавры, в 1923—1929 — настоятель Высокопетровского монастыря в Москве.
В 1929—1935 — настоятель храма Рождества Богородицы, что в Путинках — в этот храм после закрытия монастыря перешли клирики, служившие вместе с епископом Варфоломеем, и близкие к нему прихожане. Пользовался уважением верующих как аскет, молитвенник и исповедник, имел репутацию старца. Организатор тайных монашеских общин. Оставался в юрисдикции Заместителя Патриаршего местоблюстителя митрополита Сергия (Страгородского), критически относился к его церковно-политическому курсу.
В 1928 году был арестован, обвинён в «укрывательстве шпиона». Находясь в заключении, подписал обязательство сотрудничать с ОГПУ, после чего был освобождён. В качестве агента не давал чекистам информации, на которую те рассчитывали. С самого начала своего «сотрудничества» с ОГПУ выполнял обязанности агента формально, стремясь сохранить в Москве тайное монашество, «прикрыв» его от репрессий со стороны властей.
13 мая 1934 года направил Заместителю Патриаршего Местоблюстителя митрополиту Сергию (Страгородскому) рапорт, в котором поздравлял его с возведением в достоинство митрополита Московского и Коломенского
9 июня 1934 года возведён в сан архиепископа.

## Тайный католик восточного обряда
В 1928 году познакомился с апостольским администратором в Москве епископом Пием Эженом Невё, с которым затем постоянно общался (в ОГПУ считали, что епископ Варфоломей будет осведомлять чекистов о настроениях и деятельности епископа Невё). На деле рассматривал сближение с католиками как возможность для облегчения судьбы Русской церкви, передавал представителю Ватикана в России информацию о гонениях на церковь для того, чтобы довести её до международной общественности. Постепенно стал проявлять симпатии к католичеству, однако ещё в 1931 году епископ Невё в одном из писем выражал сомнение в том, что владыка Варфоломей может стать католиком, так как он «ограничивается расплывчатыми словами о своих симпатиях и очень боится себя скомпрометировать». Однако уже в ноябре 1932 года тайно перешёл в католичество, создал небольшую тайную католическую общину из прихожан своего храма. О своём переходе в католичество не поставил в известность ни чекистов, ни Московскую Патриархию.
3 июля 1933 года получил официальные документы о своих полномочиях от папской комиссии Pro Russia за подписью главы этой комиссии епископа Мишеля д’Эрбиньи. В документах говорилось об учреждении титулярной кафедры Сергиевской в юрисдикции папы римского и о поставлении на неё «уже облечённого епископским саном в восточном обряде» епископа Варфоломея в качестве викария епископа Неве.
Поскольку Его Святейшество, Божиим Промыслом наш Господин Папа Пий XI, счел подобающим учредить в России, в Московской провинции, Сергиевскую кафедру и новый епископский титул, настоящим декретом Его Святейшество учреждает эту титулярную кафедру и назначает Монсеньора Варфоломея (Николая Федоровича Ремова), уже облеченного епископским саном в восточном обряде, определив ему быть титулярным епископом Сергиевским
Д’Эрбиньи высоко оценивал решение владыки Варфоломея (первый такой пример в России XX века), рассматривая тайного католического епископа как будущего Патриарха восточного обряда в юрисдикции Папы.
Некоторые почитатели владыки Варфоломея считали сведения о его переходе в католичество ложными (в первой половине 1990-х годов всерьёз рассматривался вопрос о возможности его причисления к лику православных святых). Они считали, что православный архиерей в своих отношениях с католиками не пошёл дальше консультаций и передачи им информации. По их мнению, признания на допросах были «выбиты» сотрудниками НКВД, а документы, исходившие от д’Эрбиньи, сомнительны. Однако их аргументация отвергается как православными, так и католическими учёными, считающими доказанным факт принятия епископом католичества. В Генеральном Архиве монахов Августинцев Ассумпционистов в Риме хранится переписка владыки Варфоломея с епископом Невё, доказывающая его католичество.

## Последний арест и гибель
В начале 1928 года Ремов был арестован и выпущен, поскольку он дал подписку в том, что становится тайным осведомителем ОГПУ. Однако, когда 21 февраля 1935 года Ремова арестовали, его обвинили именно в том, что он никогда ни о чём НКВД не осведомлял и расстреляли «за нарушение служебного долга». Вместо того, чтобы передавать в НКВД информацию о собратьях по вере, он передавал представителю Ватикана в России информацию о гонениях на Церковь.
21 февраля 1935 года был арестован и отправлен в Бутырскую тюрьму. Обвинён в измене и нарушении служебного долга по отношению к НКВД. 17 июня 1935 года приговорён к расстрелу военной коллегией Верховного суда СССР и вскоре расстрелян.
В «Обвинительном заключении» по делу владыки Варфоломея сказано:
Неоднократно встречался в Москве с неофициальным представителем Ватикана в Москве Пием Эженом Невё... Ремов передавал Невё сведения о якобы имеющих место в Советском Союзе гонениях на Церковь, зная, что Невё передаёт эти сведения за границу с целью создания антисоветской кампании
Из всех, арестованных с ним, он один был расстрелян. Для 1935 года приговор был достаточно жестоким. Возможно, это было вызвано твёрдостью Ремова на допросах, в частности, в ответ на вопрос, почему он не доносительствовал, епископ ответил: «Я старался найти соответствующий материал, но его не находил».
После расстрела Ремова епископ Невё писал:
Вне всяких сомнений, причиной ареста преосвященного Варфоломея была ненависть к христианской вере и то, что он до конца остался верен в исповедании католической религии и послушании Святому Отцу

## Труды
- Книга пророка Аввакума. Введение в толкование. Сергиев Посад, 1913.
- Пророк веры [Речь перед защитой магистерской диссертации «Книга пророка Аввакума. Введение и толкование». Сергиев Посад, 1913]. // Богословский вестник, 1914, январь. — C. 13—17.
- Об изучении Священного Писания. // Христианин, 1914. — № 1;
- Пророк последних дней первого Иерусалима. // В книге: В память столетия (1814—1914) Московской духовной академии. Сергиев Посад. 1915, ч. 2.
- Архиепископ Варфоломей (Ремов). Письма и автобиография / Подготовка текста, публикация, вступительная заметка и примечания А. Л. Беглова // Альфа и Омега. 1996. № 2/3 (9/10). — С. 353—378.
- Архиепископ Варфоломей (Ремов). Из духовного наследия: [Жизненный путь архиепископа Варфоломея; <Слово> в 4-ю годовщину по кончине старца схиигумена Германа] / Подготовка текста, публикация, вступительная статья и примечания А. Л. Беглова // Альфа и Омега. 1998. № 4(18). — С. 119—133.
- Архиепископ Варфоломей (Ремов). «Благоговейный путь». Слово о духовном восхождении: [Слово по пострижении монахини Евгении; Слово по пострижении монаха Германа; Слово о самоукорении; Слово на отпевании Ольги Протопоповой] / Подготовка текста, публикация, вступительная заметка и комментарии А. Л. Беглова // Альфа и Омега. 2000. № 2(24). — С. 146—159.
- Архиепископ Варфоломей (Ремов). «Мы владеем всерадостной тайной». Слово о пастырях и учениках: [Слово при наречении во епископа; Памяти иеросхимонаха Алексия (Соловьева); Слово на отпевании архимандрита Мелхиседека] / Подготовка текста, публикация, вступительная заметка и комментарии А. Л. Беглова // Альфа и Омега. 2000. № 1(23). — С. 87-108.